# Régiments de cavalerie français d'Ancien Régime (L)

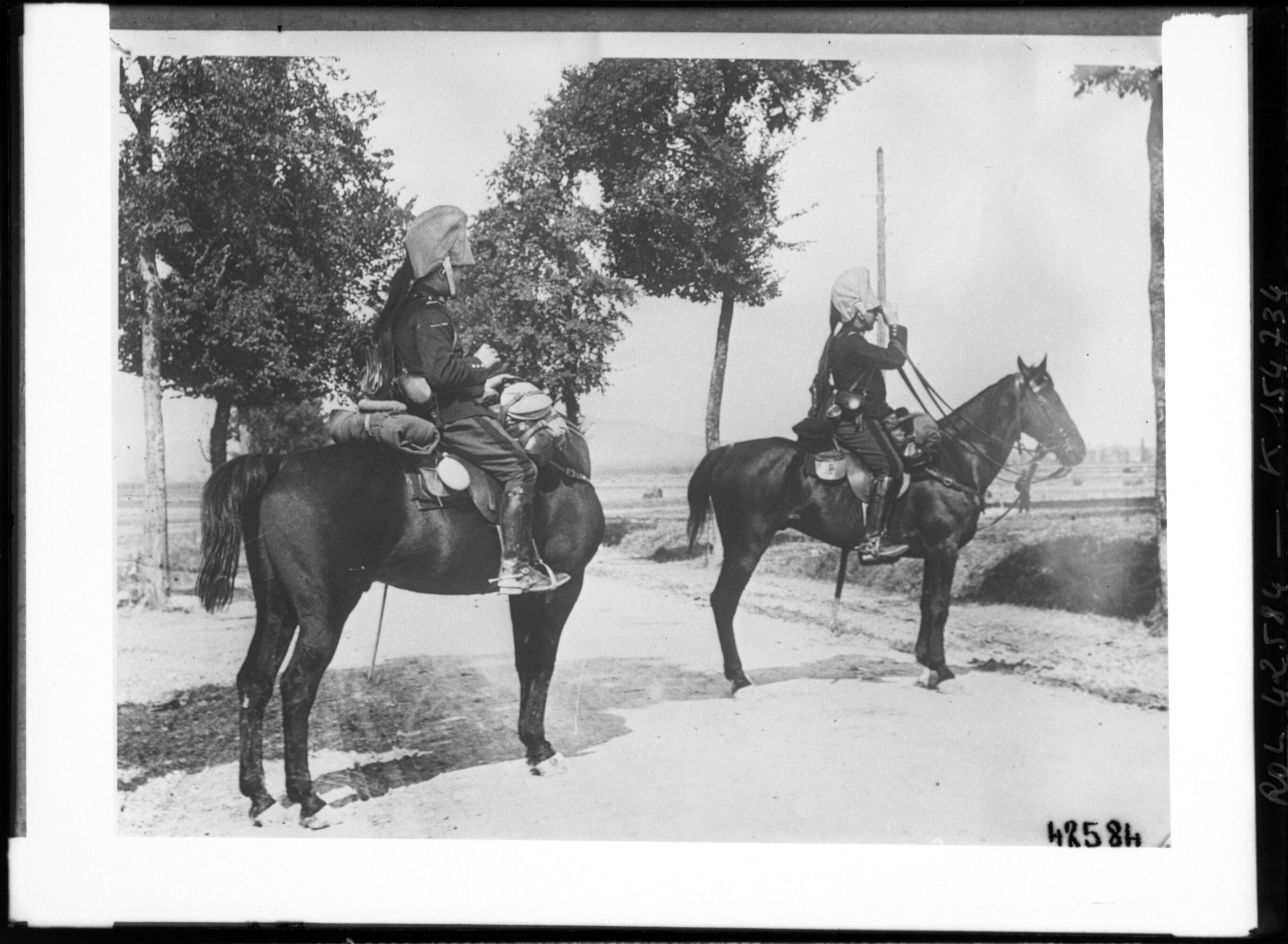
Image de la cavalerie française en mission de reconnaissance.

Cet article présente la liste des régiments de cavalerie français d'Ancien Régime, commençant par la lettre L.

## Régiment de La Batut cavalerie
- Régiment de La Batut cavalerie

C'est l'ancien régiment de Marigny-Pibrac cavalerie qui prend le nom de « régiment de de La Batut cavalerie »  après avoir été donné  en 1653, à M. de La Batut. Il est liencié après la campagne.

## Régiment de La Bloquerie cavalerie
- Régiment de La Bloquerie cavalerie 

Le régiment liégeois est admis à la solde de la France le 1er septembre 1635, sous les ordres du colonel de La Bloquerie dans le cadre de la guerre de Trente Ans. Envoyé en Bourgogne, il est donné, le 10 avril 1637, à Jean Gaspard Ferdinand, comte de Marchin qui l'incorpore dans le régiment de Marchin cavalerie.

## Régiment de La Chapelle-Baloue cavalerie
- Régiment de La Chapelle-Baloue cavalerie

Le régiment est formé le 24 janvier 1638, par Jean de Tiercelin de Rancé de La Chapelle-Baloue dans le cadre de la guerre de Trente Ans. Envoyé en Flandre, il se trouve au siège et au combat de Saint-Omer en 1638, puis il passe en Champagne où il assiste à la bataille de Thionville en 1639. En 1640, il rejoint le siège de Turin en Italie puis il passe en Roussillon  en 1642 et participe aux prises de Collioure et de Perpignan. En 1643, il se trouve en Catalogne. En 1644, il prend le nom de régiment du Saussay cavalerie après avoir été donné à M. du Saussay.

## Régiment de La Châtre cavalerie
- Régiment de La Châtre cavalerie  

C'est l'ancien régiment de Toiras cavalerie qui prend le nom de « régiment de La Châtre cavalerie »  après avoir été donné le juin 1657, à M. de La Châtre. Il sert en Flandre jusqu'à son licenciement le 20 juillet 1660 à l'exception d'une compagnie qui est versée dans le régiment d'Orléans cavalerie .

## Régiment de La Clavière cavalerie
- Régiment de La Clavière cavalerie

Ce régiment est levé le 14 août 1638 par Etienne Chamborant de La Clavière dans le cadre de la guerre de Trente Ans. Envoyé en Flandre puis en Champagne, il participe au siège et à la bataille de Thionville en 1639. Passé en Picardie, il se trouve au siège et au combat d'Arras en 1640, aux prises d'Aire, de La Bassée et de Bapaume en 1641. Il passe en Roussillon, et assiste aux prises de Collioure et de Perpignan en 1642 avant de retourner en Picardie, où il collabore à bataille de Rocroi, et à la prise de Thionville en 1643. Passé en Allemagne, il se trouve à la bataille de Fribourg, aux prises de Philisbourg, de Mayence, de Worms, de Spire, de Germersheim, et de Landau en 1644, à la bataille de Nordlingen, aux prises d'Heilbronn et de Trèves en 1645 et il est mis en garnison à Philippsburg en 1646. Il prend le nom de régiment de Meille cavalerie, après avoir été donné, le 20 août 1646, à Henri de Foix, vicomte de Meille, à l'exception de la compagnie de La Clavière qui demeure compagnie franche, en garnison à Philippsburg.

## Régiment de La Fare cavalerie
- Régiment de La Fare cavalerie

C'est l'ancien régiment de Sainte-Cécile cavalerie, qui est renommé « régiment de La Fare cavalerie » après avoir été vendu le 26 mai 1649 à son commandant Charles, marquis de La Fare. Il participe à la guerre franco-espagnole en Catalogne. Mis en garnison de Barcelone en 1652, il est réduit à 3 compagnies en 1653. Mis en garnison de Gérone, il participe au siège de Villefranche en 1654. Après la mort de son mestre de camp, survenue à Barcelone le 18 février 1654, le régiment, composé de trois compagnies, est réformé à l'exception de la compagnie mestre de camp qui est versée dans le régiment de Toiras cavalerie.

## Régiment de La Ferronays cavalerie
- Régiment de La Ferronays cavalerie

C'est l'ancien régiment de Gamaches cavalerie, qui devient le « régiment de La Ferronays cavalerie » après avoir été donné, en 1696, au marquis de La Ferronays. Envoyé en Italie, il participe au siège de Valencia et rejoint la Flandre en 1697, et le camp de Compiègne en 1698. Il est de retour en Italie en 1701, et participe aux batailles de Carpi et de Chiari. Envoyé en Allemagne en 1702,il se trouve à la bataille de Friedlingen, au siège de Kehl, à la bataille de Mûnderkirchen en 1703, aux batailles d'Höchstädt en 1703 et 1704. Il est en Dauphiné et en Languedoc de 1705 à 1711, en Catalogne en 1712 ou il participe au blocus de Barcelone et au siège de Barcelone en 1714. Le marquis de La Ferronays cède, 25 avril 1720, le régiment à son fils Pierre Jacques Louis Auguste Le Ferron, marquis de La Ferronays. Le régiment est au camp de Stenay en 1727, en Italie en 1733, et il participe à tous les sièges de cette guerre, ainsi qu'aux batailles de Parme et de Guastalla. Il rentre en France en juillet 1735 et prend ses quartiers à Angoulême avant de rejoindre la Flandre en 1742. Il prend le nom de régiment de Chabo-La Serre cavalerie après avoir été donné, le 20 février 1743, à M. de Chabo-La Serre.

## Régiment de La Ferté dragons
- Régiment de La Ferté dragons

Le régiment est levé le 25 septembre 1651, en Allemagne, par le maréchal Henri de La Ferté-Senneterre. Le régiment combat en Lorraine, participe, en 1654, aux prises de Belfort et de Clermont-en-Argonne, et au secours d'Arras puis en 1655 aux sièges de Landrecies, de Condé, et de Saint-Ghislain. Il est en garnison à Metz en 1656 et participe à la prise de Montmédy en 1657, au siège de Gravelines en 1658 et combat en Champagne en 1659. Il est incorporé le 30 septembre 1660 dans le régiment des Dragons du Roi devenu Royal dragons.

## Régiment de La Ferté-Imbaut cavalerie
- Régiment de La Ferté-Imbaut cavalerie

Le régiment est formé le 24 janvier 1638, par Jacques d'Estampes, marquis de La Ferté-Imbault, sur le pied, comme tous les autres de la même date, de 6 compagnies de chevau-légers et 1 compagnie de mousquetaires, à 100 hommes chaque. Engagé dans la guerre de Trente Ans, il est envoyé en Flandre et se trouve à la prise du Câtelet, puis il passe en Champagne, et participe aux prises de Mouzon et d'Ivoy en 1639 et se trouve en garnison à Gravelines en 1641. Il rejoint la Picardie en 1642, assiste au siège de Thionville en 1643, puis il retourne en garnison à Gravelines en 1644. Envoyé en partie en Catalogne en 1645, la partie demeurée en Flandre sert aux sièges de Cambrai, de Furnes  et de Dunkerque en 1645 et 1646, aux prises de de Dixmude et de Lens en 1647 où il est donné au fils du mestre de camp François d'Étampes. Le régiment réuni en entier se trouve en Flandre en 1648, où il participe au siège d'Ypres et à la bataille de Lens, puis au combat de Charenton en 1649 où il est repris par Jacques d'Estampes, marquis de La Ferté-Imbault. Le régiment se trouve en Bourgogne et Champagne en 1650, où il assiste à la bataille de Rethel, puis revient en Flandre en 1651. Il prend le nom de régiment de Genlis cavalerie après avoir été donné le 27 mai 1651, à Florimond Bruslard, marquis de Genlis.

## Régiment de La Ferté-Sennectère cavalerie
- Régiment de La Ferté-Sennectère cavalerie

Le régiment est formé le 24 janvier 1638, par Henri, marquis de la Ferté-Sennectère dans le cadre de la guerre de Trente Ans. Envoyé en Flandre, il se trouve au siège d'Hesdin en 1639, au siège d'Arras, et à la prise de Chimay en 1640, aux sièges d'Aire, de La Bassée et de Bapaume en 1641. Il est à Calais en 1642 et participe à la bataille de Rocroi, aux prises de Thionville et de Sierk en 1643. Il est à Nancy en 1644 et 1645 et se trouve à la prise de Longwy en 1646. Il stationne à Courtrai en 1647 et participe à la prise d'Ypres, et à la bataille de Lens en 1648. Envoyé en Lorraine en 1649, il assiste au combat de Ligny en 1650, aux prises de Rethel, de Mouzon et de Sainte- Menehould en 1653, aux prises de Clermont-en-Argonne et de Belfort en 1654. De retour en Flandre, il participe aux sièges de Landrecies, de Condé et de Saint-Ghislain en 1655 puis il passe en Champagne en 1656 et collabore à la prise de Montmédy en 1657. Il est licencié à Pont-à-Mousson, 9 avril 1661.

## Régiment de La Feuillade cavalerie
- Régiment de La Feuillade cavalerie réformé le 10 décembre 1698[2]

## Régiment de La Feuillade cavalerie (1641-1647)
- Régiment de La Feuillade cavalerie (1641-1647)

C'est l'ancien régiment de Linars cavalerie, qui est renommé « régiment de La Feuillade cavalerie » après avoir été donné le 14 juillet 1641, à Léon d'Aubusson, comte de La Feuillade. Dans le cadre de la guerre de Trente Ans, le régiment participe aux batailles d'Honnecourt en 1642, de Gravelines en 1644 aux prises de Cassel, de Mardyck, ... en 1645, aux prises de Courtrai, de Bergues, ... en 1646, aux sièges de La Bassée et de Lens en 1647 durant lequel son mestre de camp est tué le 23 septembre. Il n'est alors plus question du régiment.

## Régiment de La Feuillade cavalerie (1701-1702)
- Régiment de La Feuillade cavalerie (1701-1702)

C'est l'ancien régiment de La Tournelle cavalerie, qui est renommé « régiment de La Feuillade cavalerie » après avoir été donné le 5 mai 1701, à Louis d'Aubusson, duc de La Feuillade. Il prend le nom de régiment d'Aubusson Saint-Paul cavalerie après avoir été donné le 4 mars 1702, à André-Joseph, marquis d'Aubusson Saint-Paul.

## Régiment de La Force cavalerie
- Régiment de La Force cavalerie

Le régiment est levé, le 8 juillet 1635 par Armand Nompar de Caumont, duc de La Force dans le cadre de la guerre de Trente Ans. Le régiment combat en Lorraine et en Allemagne en 1636. Il est cassé le 30 juillet 1636.

## Régiment de La Guillotière cavalerie
- Régiment de La Guillotière cavalerie

Le régiment est levé, 12 juillet 1651, par Michel d'Aits de La Guillotière dans le cadre de la guerre franco-espagnole. Il se trouve en Champagne en 1652, et participe aux sièges de Rethel et de Mouzon, et de Sainte-Menehould en 1653, au secours d'Arras, à la prise du Quesnoy en 1654, au siège de Landrecies en 1655, au siège de Valenciennes, et à la prise de La Capelle en 1656, aux prises de Saint-Venant, d'Ardres, etc. en 1657, à la bataille des Dunes, et aux sièges de Dunkerque et de Bergues en 1658. Il est licencié en Flandre 18 avril 1661.

## Régiment de La Luzerne cavalerie
- Régiment de La Luzerne cavalerie

Le régiment est formé le 24 janvier 1638, par Henri de Briqueville, marquis de La Luzerne. Engagé dans la guerre de Trente Ans, il se trouve en Lorraine et se trouve aux prises de Lunéville et de Brisach. Envoyé en Italie, il participe au combat de La Route (La Rotta), en Piémont, près de Carmagnole et à la prise de Quiers en 1639, au secours de Casal et au siège de Turin en 1640. Il retourne en Lorraine, et assiste aux prises de Bar-le-Duc, de Pont-à-Mousson, de Saint-Mihiel, et d'Épinal en 1641. Il passe ensuite en Catalogne et participe à la bataille de Lérida en 1642 durant lequel le mestre de camp y est tué. Le régiment est alors réformé.

## Régiment de La Marcousse cavalerie
- Régiment de La Marcousse cavalerie

C'est l'ancien régiment de Saint-Aunetz cavalerie, qui est renommé « régiment de La Marcousse cavalerie » après avoir été donné, en juin 1650, à Pierre de Chissé de La Marcousse. Engagé dans la guerre franco-espagnole, il participe au siège de Barcelone en 1652, puis il est envoyé en Italie en 1653, et se trouve à la bataille de Bormida en 1654 puis s'étant révolté contre son mestre de camp, le régiment est cassé. Il est rétabli en 1655 après épuration par le marquis de Saint-Aunetz. Affecté à l'armée de Catalogne, il est donné i656 au frère de Pierre de Chissé de La Marcousse, avec lequel il combat en Italie en 1658. Le régiment est licencié le 18 avril 1661.

## Régiment de La Meilleraye cavalerie (1635-1661), régiment du Grand Maître cavalerie
- Régiment de La Meilleraye cavalerie également appelé régiment du Grand Maître cavalerie

Ce régiment est formé, le 16 mai 1635, par Charles de La Porte, marquis de La Meilleraye. Engagé dans la guerre de Trente Ans, il est envoyé aux Pays-Bas en 1635 et participe à la bataille des Avins, et aux prises de Tirlemont, de Diest, d'Aerschot et de Louvain en 1635. Cassé le 30 juillet 1636, il est rétabli, le 24 janvier 1638, pour le fils du marquis, Armand-Charles de La Porte, duc de La Meilleraye et il souvent désigné sous le nom de « régiment du Grand Maître », à cause de la charge de Grand maître de l'artillerie dont était pourvu son mestre de camp. Toujours dans le cadre de la guerre de Trente Ans, il est envoyé en Lorraine de 1638 à 1640, puis il rejoint la Picardie de 1641 à 1643, la Flandre de 1644 à 1650 où il assiste au siège de Gravelines et à la bataille de Lens en 1645 et 1648. Il est affecté à l'armée de Lorraine en 1651 et 1652, puis il est envoyé en Guyenne en 1653, puis en Flandre en 1654 et 1655 où il participe au siège de Landrecies. Le régiment est incorporé en 1656 avec le régiment de La Meilleraye-hongrois cavalerie, régiment hongrois que possédait en même temps le duc de La Meilleraye. Il se trouve en Flandre en 1657, où il participe à la bataille des Dunes en 1658. Le régiment est licencié le 18 avril 1661.

## Régiment de La Meilleraye cavalerie (1635-1656)
- Régiment de La Meilleraye cavalerie

Ce régiment hongrois est formé, le 8 juillet 1635, par Charles de La Porte, marquis de La Meilleraye dans le cadre de la guerre de Trente Ans. Envoyé en Bourgogne, il participe au siège de Dole en 1636, passe en Flandre en 1637, assiste aux sièges de Landrecies, de Maubeuge et de La Capelle, rejoint la Lorraine en 1639, la Picardie en 1640 et se trouve aux sièges de Gravelines en 1644, au siège de La Mothe-aux-Bois en 1645, aux sièges de Courtrai, de Bergues et de Dunkerque en 1646. Donné, le 16 avril 1648, à Armand-Charles de La Porte, duc de La Meilleraye, il passe en Flandre, et se trouve à la bataille de Lens puis au blocus de Paris en 1649, retourne en Flandre en 1650, en Lorraine en 1651, en Guyenne en 1653, et en Picardie en 1654. Il est incorporé, en 1656, avec le régiment de La Meilleraye cavalerie également appelé régiment du Grand Maître cavalerie que possédait en même temps le duc de La Meilleraye.

## Régiment de La Mothe-Houdancourt cavalerie
- Régiment de La Mothe-Houdancourt cavalerie

Le régiment est levé, en Flandre, le 14 août 1638, par Philippe de La Mothe-Houdancourt dans le cadre de la guerre de Trente Ans. Envoyé en Italie, et participe au combat de La Route (La Rotta), en Piémont, près de Carmagnole et à la prise de Quiers en 1639. Il passe en Roussillon en 1640 et est donné, le 19 janvier 1642, à un autre membre de la famille de La Mothe-Houdancourt. Il rejoint la Catalogne, et se trouve aux prises de Constantin, de Tarragone et d'Almenas en 1641, aux combats de Flix, de Mirabel, et de Cap de Quiers en 1643, au siège de Lérida en 1644, aux prises de Llorens et de Balaguer en 1645, au siège de Lérida en 1646 puis au nouveau siège de Lérida et à la prise d'Ager en 1647, et à la prise de Tortose en 1648. Le maréchal de La Mothe-Houdancourt qui venant de passer dans le parti rebelle, le régiment est cassé le 15 janvier 1649 et ses compagnies servent à former deux régiments nouveaux, le régiment de Foucauld cavalerie et le régiment de Bissy cavalerie .

## Régiment de La Neuville-Roland cavalerie
- Régiment de La Neuville-Roland cavalerie

Le régiment est levé le 30 mars 1652, par François de Buq de La Neuville-Roland dans le cadre de la Fronde. Il est licencié la même année après les troubles.

## Régiment de La Rablière cavalerie
- Régiment de La Rablière cavalerie

C'est l'ancien régiment de Montplaisircavalerie, qui est renommé « régiment de La Rablière cavalerie » après avoir été donné, le 16 novembre 1657, au frère du précédent, François de Bruc de La Rablière. Engagé dans la guerre franco-espagnole, il est licencié en Italie le 18 avril 1661, excepté la compagnie de mestre de camp. Rétabli le 7 décembre 1665, il est engagé durant la guerre de Dévolution, aux sièges de Bergues, de Furnes, de Courtrai, et d'Audenarde en 1667 et passe l'année 1668 sur le Rhin avant d'être licencié le 24 mai 1668, excepté la compagnie de mestre de camp, qui  figure sur la liste des 66 escadrons de 1670. Il est rétabli une nouvelle fois le 9 août 1671 et engagé en 1672 dans la guerre de Hollande ou il fait tous les sièges du roi aux Pays-Bas avant de passer l'hiver dans l'électorat de Cologne. Il fait ensuite la conquête des places du Brandebourg en 1673 avant de passer en Flandre, puis en Roussillon ou il participe au combat de Morellasen 1674 pui  aux prises d'Ampurias, de Bellegarde, et du château de la Capelle en 1675 et hiverne en Guyenne. Il se trouve à la prise de Figuières en 1676, au combat d'Expouilly en 1677, à la prise de Puycerda en 1678, puis reste en Roussillon. Il prend le nom de régiment de Servon cavalerie après avoir été donné, le Date|13|juillet|1680, à Henri de Lyonne comte de Servon.

## Régiment de La Reine cavalerie
- Régiment de La Reine cavalerie

C'est l'ancien régiment de La Reine-Mère cavalerie qui, après la mort de la reine mère Anne d'Autriche le 20 janvier 1666, prend le titre de « régiment de La Reine cavalerie » après avoir donné à la reine Marie-Thérèse. Le « régiment de La Reine cavalerie » devient sous la Révolution le 4e régiment de cavalerie et depuis le Premier Empire le 4e régiment de cuirassiers.
.	

Régiment La Reine cavalerie
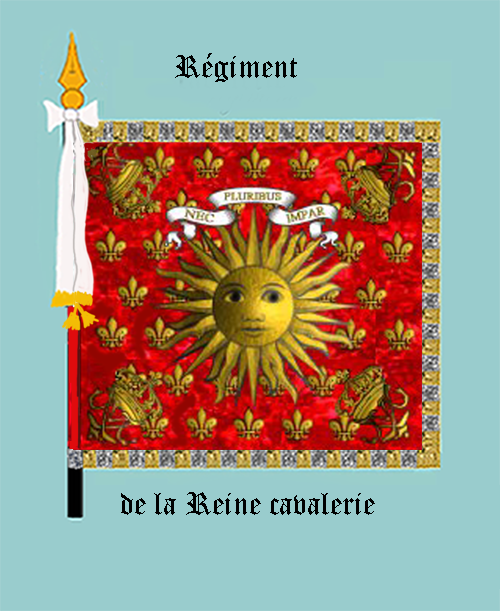
vers 1750, avers
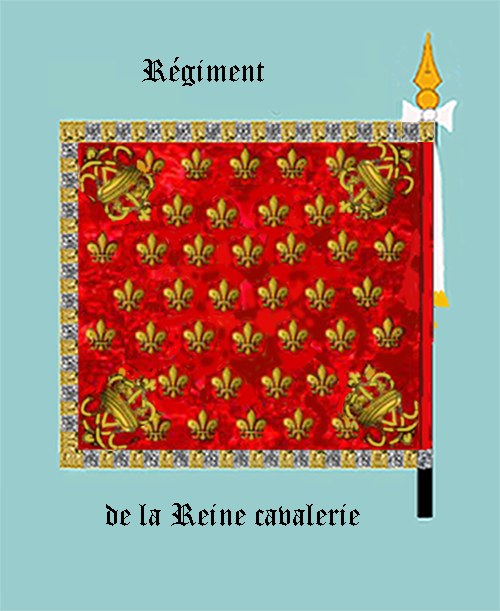
vers 1750, revers
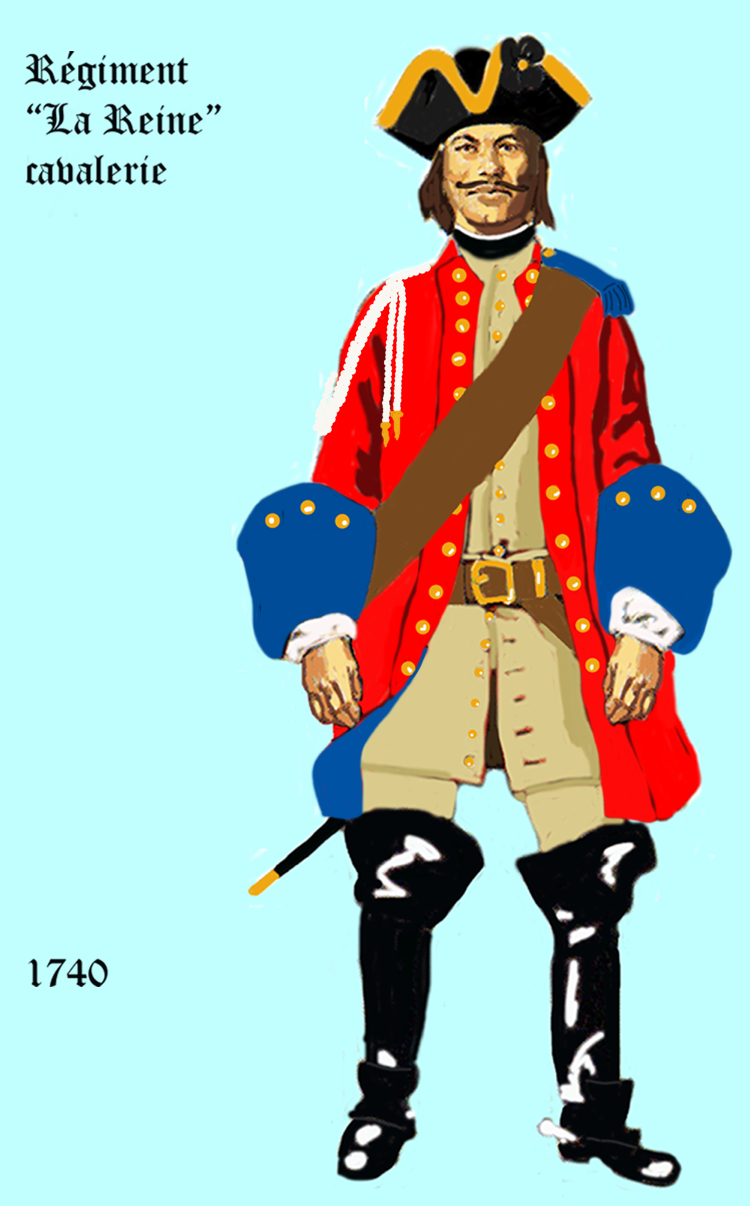
de 1740 à 1757
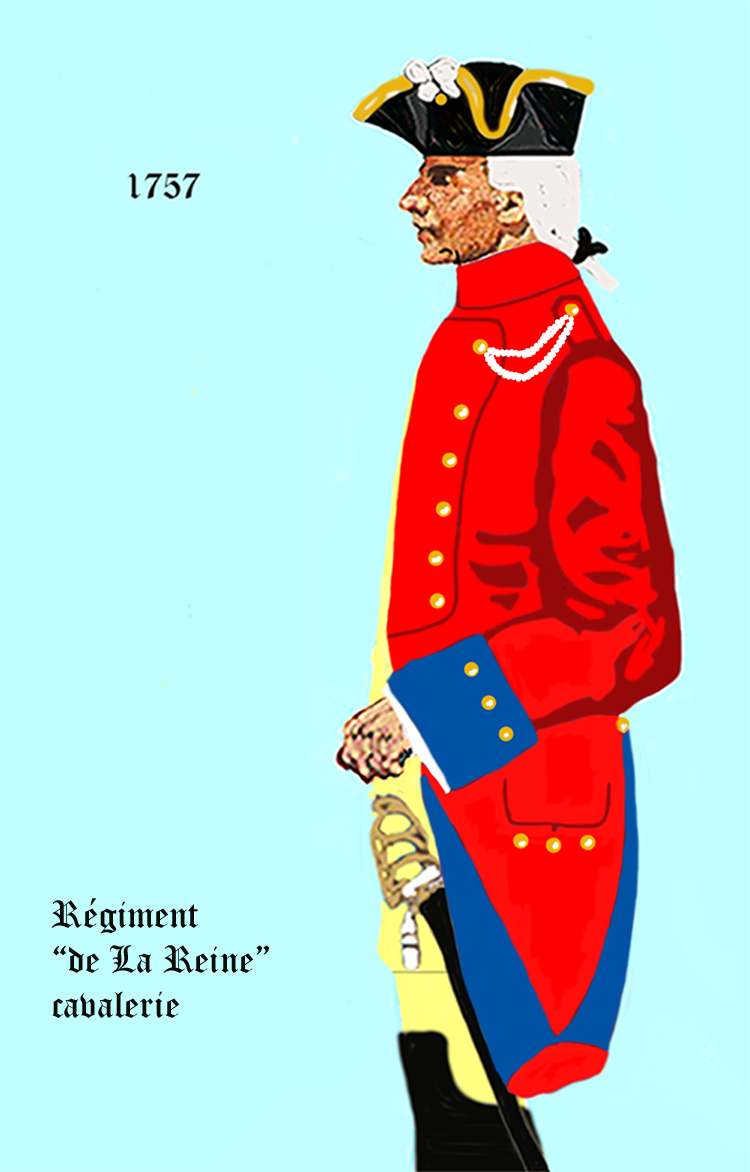
de 1757 à 1762
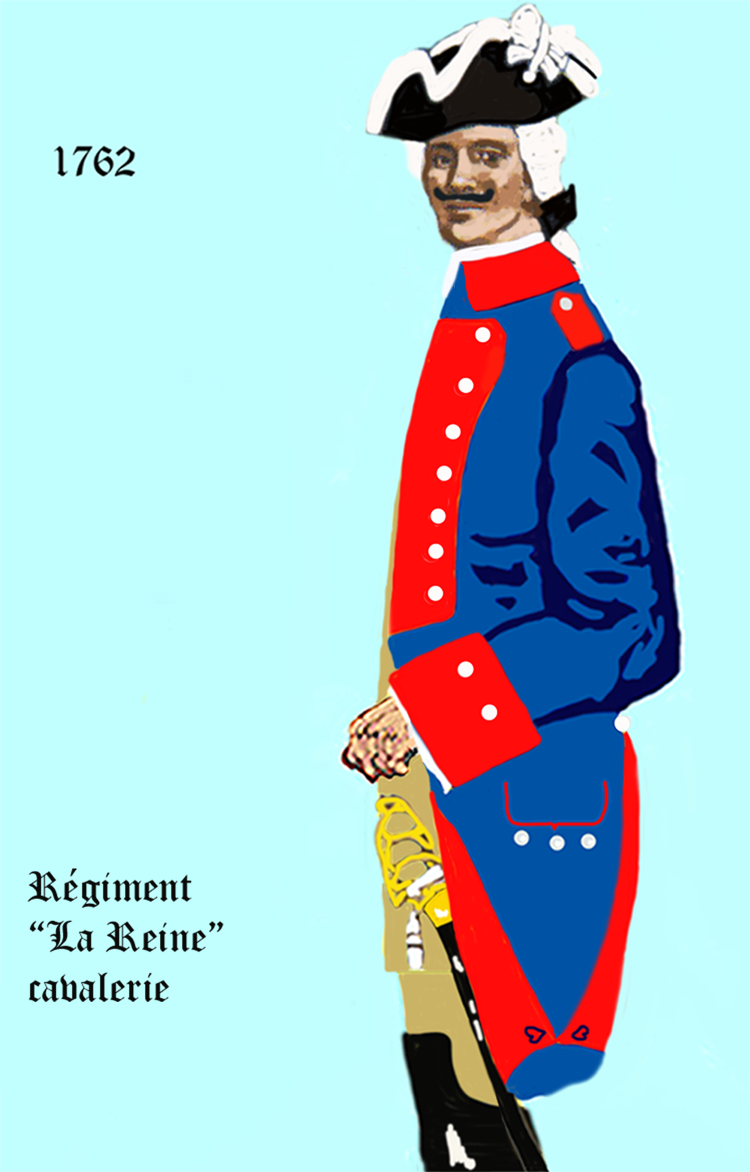
de 1762 à 1767
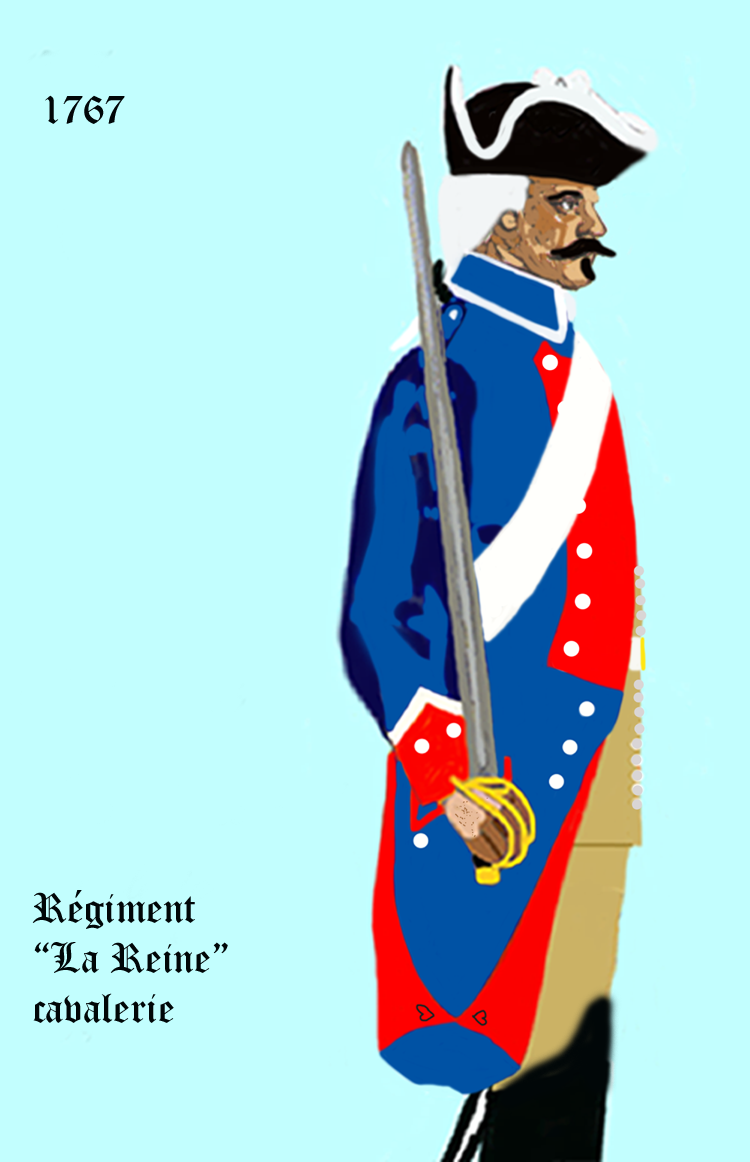
de 1767 à 1776
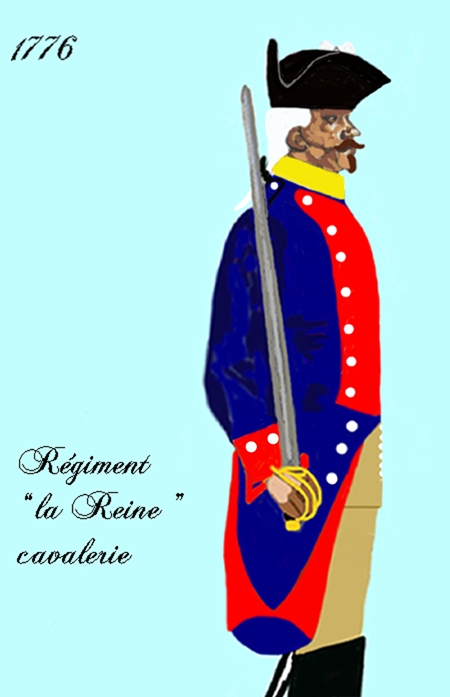
de 1776 à 1779
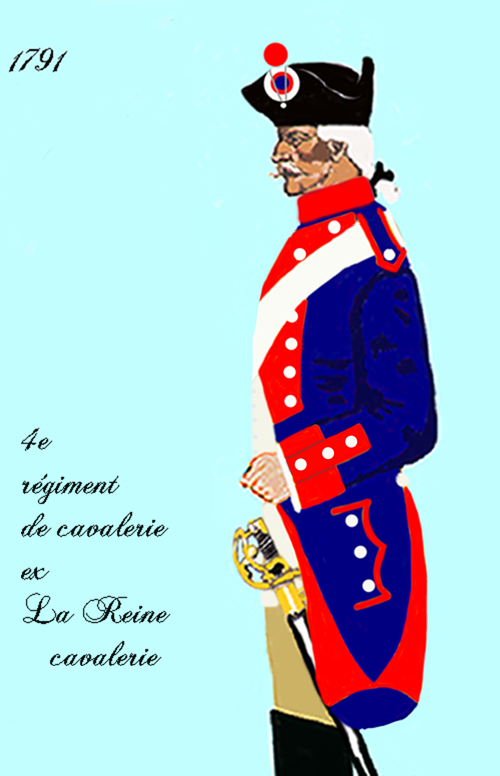
à partir de 1791

## Régiment de La Reine-Mère cavalerie
- Régiment de La Reine-Mère cavalerie

Ce régiment est levé le 4 juillet 1643 dans le cadre de la guerre de Trente Ans pour Anne d'Autriche. Il prend le titre de régiment de La Reine cavalerie en 1666 après la mort de la reine mère.

## Chevau-légers de La Reine
- Chevau-légers de La Reine

## Régiment de La Reine dragons
- Régiment de La Reine dragons

## Régiment de La Roche-Chémerault cavalerie
- Régiment de La Roche-Chémerault cavalerie 

C'est l'ancien régiment de Chémerault cavalerie, qui est renommé « régiment de La Roche-Chémerault cavalerie » le 4 juin 1648 après avoir été donné, à Geoffroy de Barbezières de La Roche-Chémerault. Engagé dans la guerre franco-espagnole le régiment se trouve à la prise d'Ypres, et à la bataille de Lens en 1648, aux prises de Cambrai et de Condé en 1649, il se porte au secours de Mouzon, et la bataille de Rethel en 1650 et combat en Champagne en 1651 et il prend le nom de régiment de Chémerault-Étranger cavalerie.

## Régiment de La Rochefoucauld dragons
- Régiment de La Rochefoucauld dragons

## Régiment de La Rocheguyon cavalerie
- Régiment de La Rocheguyon cavalerie

C'est l'ancien régiment de Lantillac cavalerie, qui est renommé « régiment de La Rocheguyon cavalerie » après avoir été donné, le 10 août 1646, à Henri Roger du Plessis, comte de La Rocheguyon. Il est licencié en Flandre à la fin de la campagne de 1648.

## Régiment de La Roche-sur-Yon cavalerie
- Régiment de La Roche-sur-Yon cavalerie[7]

## Régiment de La Roque-Saint-Chamarand cavalerie
- Régiment de La Roque-Saint-Chamarand cavalerie

Le régiment est levé le 9 novembre 1651, par Antoine de La Roque-Saint-Chamarand. Il combat en Guyenne et rejoint l'armée de Turenne en 1652, avec laquelle il participe à la bataille du faubourg Saint-Antoine. Il passe en Champagne en 1653, et se trouve au siège de Sainte-Menehould, à celui de Stenay en 1654, et aux sièges de Landrecies, de Condé, et de Saint-Ghislain en 1655, au siège de Valenciennes, où le mestre de camp est pris, en 1656, au siège de Montmédy en 1657, à la bataille des Dunes, au siège de Dunkerque, etc. en 1658. Il est licencié 20 juillet 1660.

## Régiment de La Salle cavalerie
- Régiment de La Salle cavalerie

Le régiment est levé le 25 juillet 1652, par Louis de Caillebot, marquis de La Salle. Il est licencié en novembre de la même année.

## Régiment de La Serre-Aubeterre
- Régiment de La Serre-Aubeterre

Le régiment est levé le 10 octobre 1651, par Louis d'Esparbès de Lussan, comte de La Serre-Aubeterre. Il est engagé en Flandre, en Catalogne, puis Guyenne en 1652. Il est licencié en Guyenne en 1653.

## Régiment de La Tour cavalerie
- Régiment de La Tour cavalerie[8]

## Régiment de La Tournelle cavalerie
- Régiment de La Tournelle cavalerie

C'est l'ancien régiment de Servon cavalerie, qui est renommé « régiment de La Tournelle cavalerie » après avoir été donné, après avoir été donné, le 30 mars 1693, au chevalier de La Tournelle. Engagé dans la guerre de la Ligue d'Augsbourg, il se trouve, en 1694, sur les côtes de Provence puis sur celles de Bretagne ou il participe à la bataille de Camaret contre les Anglais. Il prend le nom de régiment de La Feuillade cavalerie, après avoir été donné, le 5 mai 1701, à Louis d'Aubusson, duc de La Feuillade.

## Régiment de La Trémouille
- Régiment de La Trémouille

Le régiment est levé le 8 mai 1650, par Louis marquis de La Trémouille. Il sert en Champagne, participe au secours de Guise et à la bataille de Rethel en 1650 et en 1651 au secours de Vervins. Il est licencié le 22 décembre 1651.

## Régiment de La Valette cavalerie (1635-1639)
- Régiment de La Valette cavalerie (1635-1639)

Le régiment est levé, le 8 juillet 1635 par Louis de Nogaret, cardinal de La Valette dans le cadre de la guerre de Trente Ans. Le régiment combat sur le Rhin en 1636. Cassé le 30 juillet 1636 il est rétabli le 24 janvier 1638 et formé en avril, avec la compagnie du cardinal, celles de Bligny, marquis de La Valette, Flaucourt, Bussy, Poyanne, Xaintes, Bonanne, et une compagnie de mousquetaires nouvelle. Il est envoyé en Italie, au secours de Verceil en 1638 et au combat et à la prise de Quiers en 1639. Il prend le nom de régiment de Turenne cavalerie après avoir été donné le 10 novembre 1639, à Henri de La Tour d'Auvergne, vicomte de Turenne.

## Régiment de Valette cavalerie (1656-1689)
- Régiment de Valette cavalerie (1656-1689)

C'est l'ancien régiment de Gohas cavalerie, également connu sous le nom de régiment d'Armagnac cavalerie qui est renommé « régiment de La Vallette cavalerie » après avoir été donné le 18 mai 1656 à Louis Félix de Nogaret marquis de La Valette. Dans le cadre de la guerre franco-espagnole, le régiment se trouve à la prise de Montmédy en 1657, à la bataille des Dunes aux sièges de Dunkerque, et de Bergues en 1658, puis il est licencié en Flandre le 20 juillet 1660, sauf la compagnie de mestre de camp. Rétabli 7 décembre 1665, il est engagé dans la guerre de Dévolution et participe aux prises de Bergues, de Furnes, de Courtrai, et d'Audenarde en 1667 puis à la conquête de la Franche-Comté en 1668. Réformé le 26 mai 1668, sauf la compagnie de mestre de camp, il est rétabli le 9 août 1671 et sert, dans le cadre de la guerre de Hollande, en 1672, dans l'évêché de Münster, puis dans la province d'Utrecht en 1673, à la bataille de Seneffe en 1674, aux prises de Dinant, d'Huy et de Limbourg en 1675, aux prises de Condé, de Bouchain, et d'Aire en 1676 puis il passe en Allemagne, sous le commandement du maréchal de Créquy, en 1677, et se trouve à la prise de Fribourg. Il passe l'hiver en Franche-Comté et rejoint le Roussillon en 1678, ou il participe à la prise de Puycerda. Il rejoint le camp de Flandre en 1680 et 1681 puis le camp de la Saône en 1683. Lors de la guerre des Réunions, il participe à la prise de Luxembourg en 1684 durant lequel le mestre de camp, Louis Félix de Nogaret marquis de La Valette, y a une cuisse fracassée par un boulet. Il se trouve au camp de la Meuse en 1688, puis pour lors guerre de la Ligue d'Augsbourg, il combat en Allemagne de 1688 à 1695. Il prend le nom de régiment du Prince Camille cavalerie 1689-1702) après avoir été donné, le 25 novembre 1689, au prince Camille de Lorraine.

## Régiment de La Vieuville cavalerie (1649-1649)
- Régiment de La Vieuville cavalerie (1649-1649)

Le régiment est levé, le 20 juin 1649, par N. de La Vieuville dans le cadre de la guerre franco-espagnole. Il sert en Flandre  et est licencié après la campagne.

## Régiment de La Vieuville cavalerie (1651-1654)
- Régiment de La Vieuville cavalerie (1651-1654)

Le régiment est levé, le 24 septembre 1651, par le chevalier de La Vieuville. Engagé dans l'armée de Turenne, il se trouve à la bataille d'Étampes en 1652. Il est donné le 15 juin, au frère du mestre de camp, Charles, marquis de La Vieuville avec lequel il participe à la bataille du faubourg Saint-Antoine, aux prises de Bar, de Château-Porcien et Vervins, puis il se trouve au secours de Rethel et de Mouzon en 1653. En 1654, il prend le nom de « régiment de Perrault cavalerie » après avoir été donné à M. de Perrault.

## Régiment de La Villette cavalerie
- Régiment de La Villette cavalerie

C'est l'ancien régiment de Gassion cavalerie, qui est renommé « régiment de La Villette cavalerie » après avoir été donné le 28 août 1647 à Pierre-Guillaume de La Villette. Il prend ses quartiers à Courtrai et rejoint l'armée de Flandre en 1648. Durant la Fronde, il participe au blocus de Paris, à la prise de Brie-Comte-Robert, retourne en Flandre et envoyé au mois de novembre 1649 en Guyenne. Il rejoint les armées de Flandre et de Paris en 1650, les armées de Flandre et de Guyenne en 1651 et il rallie les troupes de Turenne et participe à la bataille du faubourg Saint-Antoine, en 1652, passe à l'armée de Bourgogne en 1653 avec laquelle il est engagé au siège de Bellegarde-sur-Saône,, rejoint la Flandre et attaque des lignes d'Arras en 1654, retourne en Flandre en 1655, en Picardie en 1656, en Flandre en 1657, et se trouve à la bataille de Rossbach la même année et à la bataille des Dunes en 1658. Après la paix, le régiment prend ses quartiers à Audenarde et il est licencié le 20 juillet 1660.

## Régiment du Lac cavalerie
- Régiment du Lac cavalerie  

C'est l'ancien régiment de Schack cavalerie, qui est renommé « régiment du Lac cavalerie » après avoir été donné le 1er mai 1650 à Pierre de Villacomblay du Lac. Dans le cadre de la guerre de Trente Ans, il combat en Catalogne et participe à la défense de Barcelone en 1651. Il prend le nom de régiment de Marsilly cavalerie après avoir été donné le 23 août 1651 à Antoine Deschamps marquis de Marsilly.

## Régiment de Lagny cavalerie
- Régiment de Lagny cavalerie[12]

## Régiment de Lainville cavalerie
- Régiment de Lainville cavalerie

Le régiment est levé le 15 mai 1652, par Anne Léon de Boves-Contenant, marquis de Lainville. Dans le cadre de la Fronde, il se trouve à la bataille du faubourg Saint-Antoine puis envoyé en Champagne en 1653, il  se trouve aux sièges de Varennes, de Rethel, et de Mouzon. Il prend le nom de régiment de Ray cavalerie après avoir été donné en 1653 à M. de Ray.

## Régiment de Lambesc cavalerie
- Régiment de Lambesc cavalerie

C'est l'ancien régiment du Prince Charles cavalerie qui est renommé « régiment de Lambesc cavalerie » après avoir été donné le 28 mars 1708, à N. de Lorraine comte de Lambesc. Il se trouve au camp de la Moselle en 1727. Il prend le nom de régiment de Beaucaire cavalerie après avoir été donné en 1730 au marquis de Beaucaire.

## Régiment de Lameth cavalerie (1647-1648)
- Régiment de Lameth cavalerie (1647-1648) 

C'est l'ancien régiment de Margraf cavalerie, qui est renommé « régiment de Lameth cavalerie » après avoir été donné en 1647, à François, vicomte de Lameth. Engagé dans la guerre de Trente Ans il combat en Flandre. Il prend le nom de régiment de Schütz cavalerie après avoir été donné, en 1648, au colonel Schütz.

## Régiment de Lameth cavalerie (1650-1653)
- Régiment de Lameth cavalerie (1650-1653)

Le régiment est levé le 3 mars 1650, par François vicomte de Lameth. Il sert en Champagne et est licencié le 2 janvier 1653, à l'exception de la compagnie du mestre de camp.

## Régiment de Lameth cavalerie (1655-1655)
- Régiment de Lameth cavalerie (1655-1655)

C'est l'ancien régiment de Bezançon cavalerie, qui est renommé « régiment de Lameth cavalerie » après avoir été donné en 1655 à N. de Lameth. Dans le cadre de la guerre de Trente Ans, il est engagé en Champagne et est licencié après la campagne.

## Régiment de Lançon cavalerie
- Régiment de Lançon cavalerie

C'est l'ancien régiment d'Ille cavalerie, qui est renommé « régiment de Lançon cavalerie »  après avoir été acheté, par Jacques de Pouilly de Lançon le 10 décembre 1673. Il prend le nom de régiment de Bezons cavalerie après avoir été donné à Jacques Bazin, marquis de Bezons, le 10 décembre 1673.

## Régiment Langallerie cavalerie
- Régiment Langallerie cavalerie

En 1679, le régiment reçoit l'incorporation du régiment de Cayeux cavalerie (1675-1696)

## Régiment de Langey cavalerie
- Régiment de Langey cavalerie  

C'est l'ancien régiment de Caramany cavalerie, qui est renommé « régiment de Langey cavalerie »  après avoir été donné, en 1653, à René de Cordouan, marquis de Langey, le héros du dernier congrès toléré en conclusion d'un procès pour cause d'impuissance. Durant la guerre de Trente Ans, il se trouve au siège de Villefranche-de-Conflent en 1654. Il prend le titre de régiment de Conti Étranger cavalerie après avoir été donné, le 15 février 1656, à Armand de Bourbon, prince de Conti.

## Régiment des chasseurs du Languedoc
- Régiment des chasseurs du Languedoc, (ancien Languedoc-Dragons)

## Régiment de Lantillac cavalerie
- Régiment de Lantillac cavalerie

Le régiment est levé, le 15 août 1644, par M. de Lantillac pour participer à la guerre de Trente Ans. Envoyé en Flandre, il prend le nom de régiment de La Rocheguyon cavalerie après avoir été donné, le 10 août 1646, à Henri Roger du Plessis, comte de La Rocheguyon.

## Régiment de Larboust cavalerie
- Régiment de Larboust cavalerie

C'est l'ancien régiment de Conti cavalerie, qui est renommé « régiment de Larboust cavalerie » après avoir donné, en avril 1666, après la mort Armand de Bourbon, prince de Conti, au vicomte de Larboust. Le régiment combat en Flandre en 1667. Il est licencié à Bergues le 24 mai 1668, la compagnie du mestre de camp est conservée car elle figure dans la liste de 1670. Par contre on ignore dans quelle formation cette compagnie est entrée en 1671

## Régiment de Laurière cavalerie
- Régiment de Laurière cavalerie

Le régiment est levé, le 20 janvier 1649, par Charles Élie de Pompadour de Laurière. Il sert en Limousin et est licencié la même année, après les troubles.

## Régiment de Lauzun hussards
- Régiment de Lauzun hussards

## Régiment de Le Ferron cavalerie (1635-1636)
- Régiment de Le Ferron cavalerie (1635-1636)

Le régiment est formé, le 16 mai 1635, par Charles-Claude Le Ferron dans le cadre de la guerre de Trente Ans. Affecté sur le Rhin, il rejoint l'Italie en 1636. Il est cassé le 30 juillet 1636.

## Régiment de Le Ferron cavalerie (1644-1657)
- Régiment de Le Ferron cavalerie (1644-1657)

C'est l'ancien régiment de Treillis cavalerie, qui est renommé « régiment de Le Ferron cavalerie » après avoir été donné le 14 avril 1644, à Charles-Claude Le Ferron. Engagé dans la guerre franco-espagnole, il est envoyé en Catalogne en 1645, participe au siège de Roses et au combat de Llorens (ca) en 1645, à la prise de Balaguer et au premier siège de Lérida en 1646, au second siège de Lérida en 1647, il passe en Italie, en Catalogne en 1649, en Bourgogne en 1650, puis en Flandre et en Champagne, et participe à la bataille de Rethel en 1650. Il retourne en Catalogne en 1651 et 1652, rejoint l'Italie en 1653, et participe au combat de la Rochetta et prise de Carpignano en 1653, au secours de Reggio en 1654, à la prise de Pavie en 1655, au siège de Valencia en 1656, au secours de Valencia et au siège d'Alexandrie en 1657. Le régiment est licencié à la fin de cette campagne.

## Régiment de Léchelle cavalerie
- Régiment de Léchelle cavalerie 

Ce régiment liégeois est admis à la solde de la France le 1er septembre 1635, sous les ordres du colonel de Léchelle dans le cadre de la guerre de Trente Ans. Envoyé en Bourgogne, il y reste jusqu'en 1638, et passe en Champagne en 1639 et en 1640. Il est envoyé en Picardie en 1641, participe à la bataille de Rocroi en 1643, puis il passe en Allemagne, et se trouve à la bataille de Tuttlingen la même année. Il est engagé dans la bataille de Fribourg en 1644 durant laquelle le colonel Léchelle y est tué. Son régiment est alors donné à Jean Gaspard Ferdinand, comte de Marchin qui l'incorpore dans le régiment de Marchin cavalerie.

## Régiment de Lee cavalerie
- Régiment de Lee cavalerie  

Ce régiment weimarien est admis à la solde de la France le 26 octobre 1635, sous le commandement du colonel Lee. Dans le cadre de la guerre de Trente Ans il est envoyé en Lorraine, participe aux prises de Saverne, de Blamont et de Rambervilliers en 1636, passe en Flandre en 1638, se trouve au siège de Saint-Omer et au combat de Polincove, en 1638, rejoint l'Allemagne en 1639 et assiste au siège de Thann en 1639. Il prend le nom de régiment de Betz cavalerie après avoir été donné cette même année à Philippe de Betz.

## Régiment de Lénoncourt cavalerie (1706-1735)
- Régiment de Lénoncourt cavalerie (1706-1735)

C'est l'ancien régiment de Bartillat cavalerie, qui est renommé « régiment de Lénoncourt cavalerie » après avoir été donné en 1706, au comte de Lénoncourt. Engagé dans la guerre de Succession d'Espagne, le régiment est envoyé en Flandre, et participe à la bataille de Denain, au sièges du Quesnoy et de Douai en 1712, puis il passe en Allemagne en 1713, et il se trouve aux sièges de Landau, et de Fribourg. En 1719, il passe en Espagne, et assiste aux sièges de Fontarabie, de Saint-Sébastien et de Roses. Il est au camp de la Haute-Meuse en 1727 et sur le Rhin pendant la guerre de succession de Pologne, puis en garnison à Saarlouis. Il avait pris le nom de régiment d'Heudicourt cavalerie après avoir été donné, en 1735, au comte d'Heudicourt.

## Régiment de Lénoncourt cavalerie (1748-1758)
- Régiment de Lénoncourt cavalerie (1748-1758)

C'est l'ancien régiment d'Heudicourt cavalerie , qui est renommé « régiment de Lénoncourt cavalerie » après avoir été donné en 1748, au marquis de Lénoncourt, fils du comte de Lénoncourt. En 1748, le régiment reprend le nom de régiment de Lénoncourt cavalerie (1748-1758) après avoir été donné au marquis de Lénoncourt, fils du comte de Lénoncourt. En 1758, le régiment est cassé pour absence illégale, et il prend alors le nom de régiment de Toustain-Viray du nom de son nouveau  commandant le marquis de Toustain-Viray.

## Régiment de Léran cavalerie (1642-1643)
- Régiment de Léran cavalerie (1642-1643)

C'est l'ancien régiment de Fresnay cavalerie, qui est renommé « régiment de Léran cavalerie » après avoir été donné à M. de Léran en 1642. Engagé dans les combats en Italie en 1643, le régiment est licencié à la fin de la campagne.

## Régiment de Léran cavalerie (1653-1653)
- Régiment de Léran cavalerie (1653-1653)

C'est l'ancien régiment d'Alais cavalerie, qui est renommé « régiment de Léran cavalerie » après avoir été donné à M. de Léran en août 1653. Engagé en Guyenne, le régiment est licencié à la fin de la campagne.

## Régiment de Léry-Girardin cavalerie
- Régiment de Léry-Girardin cavalerie

C'est l'ancien régiment de Resnel cavalerie, qui est renommé « régiment de Léry-Girardin cavalerie » après avoir été donné le 1er janvier 1675, à Claude-François de Vauvray, comte de Léry-Girardin. Dans le cadre de la guerre de Hollande, le régiment combat en Alsace, et se trouve aux batailles d'Altenheim, Haguenau, Saverne. Le régiment est réformé le 8 août 1679, excepté la compagnie mestre de camp, il est rétabli le 15 janvier 1684 et licencié le 26 septembre 1684.

## Régiment de Lesdiguières cavalerie
- Régiment de Lesdiguières cavalerie

Le régiment est levé le 30 avril 1652, par François Emmanuel de Blanchefort, comte de Sault, devenu duc de Lesdiguières. Le régiment est licencié la même année.

## Régiment de Lessard cavalerie
- Régiment de Lessard cavalerie, réformé le 10 décembre 1698[2]

## Régiment de Lévis cavalerie
- Régiment de Lévis cavalerie

Le régiment est levé le 27 juillet 1650 par Charles-Roger marquis de Lévis, pour la pacification du Bourbonnais. Il sert quelque temps dans le parti rebelle et il est licencié le 24 octobre 1651.

## Régiment de Libremont cavalerie
- Régiment de Libremont cavalerie

Ce régiment parlementaire est levé dans les premiers jours de janvier 1649, pour le Parlement de Paris, par M. de Libremont, dans le cadre de la Fronde parlementaire. Le régiment est licencié le 3 avril suivant.

## Régiment de Ligondez cavalerie
- Régiment de Ligondez cavalerie, réformé le 10 décembre 1698[2]

## Régiment du régiment de Lillebonne cavalerie
- Régiment du régiment de Lillebonne cavalerie

C'est l'ancien régiment du Saussay cavalerie, qui est renommé « régiment de Lillebonne cavalerie » après que les débris du corps aient été donné le 12 février 1646 à François-Marie de Lorraine comte de Lillebonne qui le rétablit. Dans le cadre de la guerre de Trente Ans, il participe en Catalogne, au siège de Lérida, puis il passe en Flandre et se trouve au siège de Dixmude en 1647, à la bataille de Lens et à la prise de Furnes en 1648. En 1649, dans le parti parlementaire, il se trouve aux combats de Charenton à la de Brie-Comte-Robert puis il retourne en Flandre et participe aux sièges de Cambrai et de Condé en 1649, et à la bataille de Rethel en 1650. Passé en Guyenne, il  est au secours de Cognac et au siège des tours de La Rochelle, en 1651, au siège de Saintes en 1652, aux réductions de Bourg, de Libourne et de Bordeaux en 1653. Le régiment passe ensuite en Roussillon, puis en Flandre et se trouve au secours d'Arras, et du Quesnoy en 1654, aux sièges de Landrecies, de Condé et de Saint-Ghislain en 1655, au sièges de Valenciennes et de La Capelle en 1656, aux prises de Cambrai, de Saint-Venant, d'Ardres, de Waters, de Bourbourg, et de Mardyck en 1657, aux sièges de Dunkerque, de Bergues, et de Furnes en 1658. Le régiment est licencié en Flandre le 18 avril 1661.

## Régiment de Linars cavalerie
- Régiment de Linars cavalerie

Ce régiment est formé le 24 janvier 1638, dans le cadre de la guerre de Trente Ans, par le baron de Linars. En 1638 il est envoyé en Flandre puis il rejoint la Picardie en 1640 et il participe aux sièges d'Aire, de La Bassée et de Bapaume en 1641. Il prend le nom de régiment de La Feuillade cavalerie après avoir été donné le 14 juillet 1641, à Léon d'Aubusson, comte de La Feuillade.

## Régiment de Livry cavalerie
- Régiment de Livry cavalerie

C'est l'ancien régiment de Béringhen cavalerie, qui est renommé « régiment de Livry cavalerie » après avoir été donné à N. Sanguin, marquis de Livry en 1676. Engagé dans la guerre de Hollande le régiment reste sur le Rhin jusqu'à la paix de Nimègue. Durant la guerre des Réunions, il participe au Siège de Luxembourg en 1684 et est réformé 26 septembre 1684. Rétabli en 1688, il prend le nom de régiment de Clermont-Saint-Aignan cavalerie après avoir été donné le 22 février 1689, à Georges Henri de Clermont-d'Amboise, marquis de Clermont-Saint-Aignan.

## Régiment de Locmaria cavalerie
Régiment de Locmaria cavalerie
C'est l'ancien régiment de Joyeuse cavalerie, qui est renommé « régiment de Locmaria cavalerie »  après avoir été donné, en 1674, à Louis François du Parc, marquis de Locmaria. Dans le cadre de la guerre de Hollande, le régiment est envoyé en Allemagne et sur la Meuse. En 1675, il participe aux prises de Dinant, de Huy, et de Limbourg, en 1676 il se trouve à la bataille de Kokersberg, en 1677, il assiste aux sièges de Valenciennes et de Saint-Omer et à la bataille de Cassel. En 1678, il est engagé aux sièges de Gand et d'Ypres, et à la bataille de Saint-Denis. Réformé le 8 août 1679, la compagnie du mestre de camp est incorporée dans les cuirassiers du Roi. Rétabli le 15 janvier 1684, lors de la guerre des Réunions, il participe au siège de Luxembourg et y reste en garnison après la prise de la ville. En 1686 il est au camp de Flandre et en 1689, lors de la guerre de la Ligue d'Augsbourg, il se trouve en Flandre et participe à la bataille de Walcourt, en 1690. En 1691, il se trouve sur la Moselle et participe au siège de Mons et au combat de Leuze, en 1692 il est au siège de Namur et à la bataille de Steinkerque. Le mestre de camp se démet 30 mars 1693. Il n'a pas été possible de déterminer le nom de son successeur, et par suite, la destinée finale de ce corps, qui est certainement continué par l'un des régiments qui font leur apparition dans l'année 1693 et suivantes.

## Régiment des chasseurs de Lorraine
- Régiment des chasseurs de Lorraine, (ancien Volontaires de Hainaut)

## Régiment de Lorraine dragons
- Régiment de Lorraine dragons